# Citrus polytrifolia
Citrus polytrifolia är en vinruteväxtart som beskrevs av Rafaël Herman Anna Govaerts. Citrus polytrifolia ingår i släktet citrusar, och familjen vinruteväxter. Inga underarter finns listade i Catalogue of Life.